# R v Dudley and Stephens

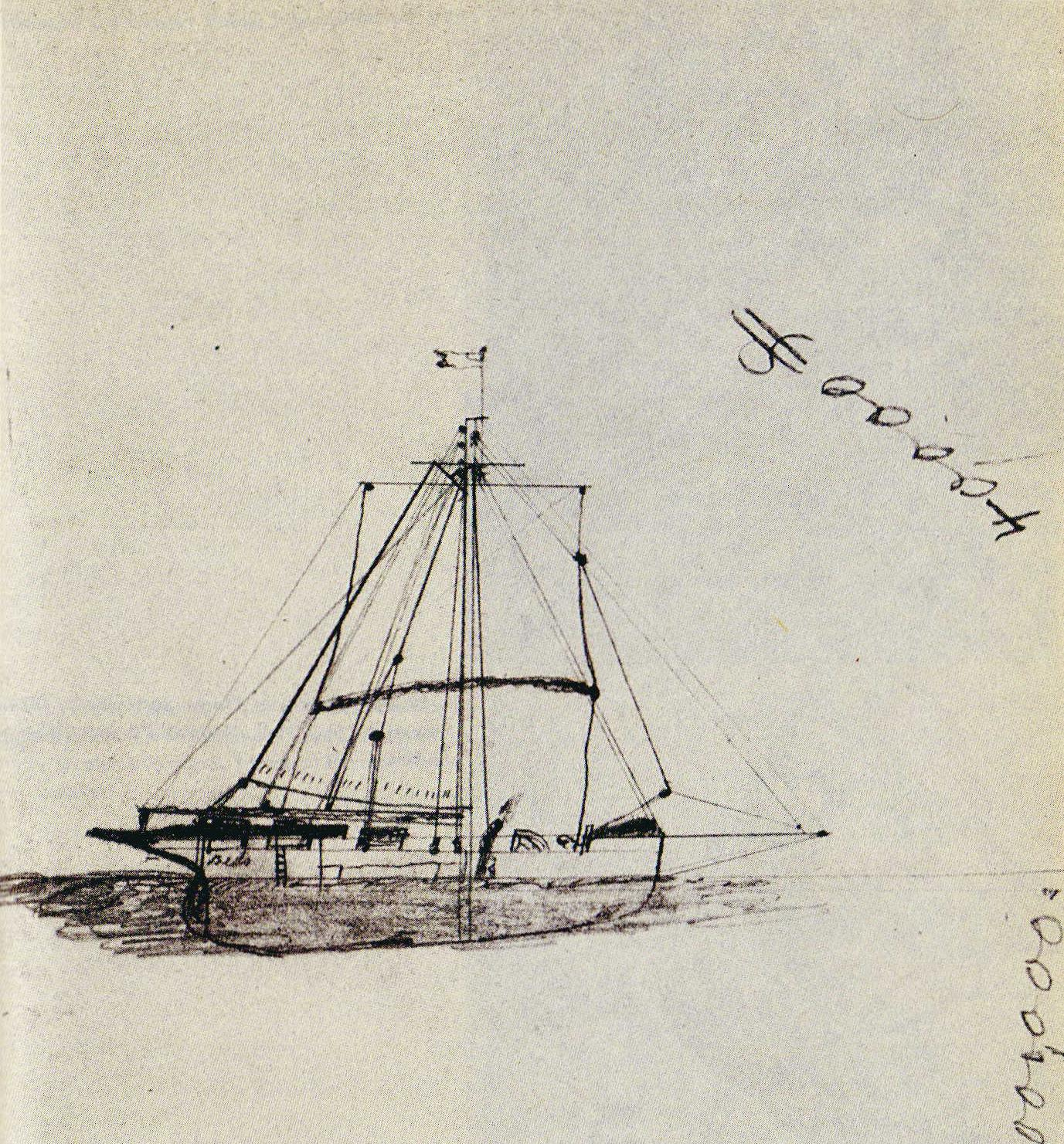
Mignonette, Skizze von Tom Dudley

Das Strafverfahren R v Dudley and Stephens von 1884, Aktenzeichen 14 QBD 273 DC, gilt als einer der herausragenden britischen Kriminalfälle. Durch die Urteilsbegründung wurde ein Präzedenzfall geschaffen, der sich auf die weltweite Rechtsprechung auswirkte. Im Kern wurde festgestellt, dass zur Verteidigung eines Mordes nicht das Vorliegen eines Notstandes geltend gemacht werden kann.
Der Fall betraf die Überlebenssicherung durch Kannibalismus nach einem Schiffbruch und die Rechtfertigung dieses Verhaltens auf der Grundlage der sogenannten „Customs of the Sea“, der „Gebräuche der See“. Hierbei handelte es sich um einen auf Gewohnheitsrecht basierenden angeblichen Verhaltenskodex im britischen Sprachraum, der allerdings nicht schriftlich fixiert war. Die Verhandlungen und das Urteil bezeichneten den Höhepunkt einer langen Geschichte von juristischen Versuchen, diesem angeblichen Recht jedwede legale Grundlage zu entziehen. Eine solche Regeländerung stellte sich zuvor auch deswegen als schwierig dar, da Schiffbrüchige in der öffentlichen Meinung großen Zuspruch erhielten. Der Fall kann als eine „cause célèbre“ des viktorianischen Großbritanniens gelten.

## Bekannte Fakten
Der australische Rechtsanwalt John Henry Want kaufte im Jahr 1883 die Yacht Mignonette, einen 1867 gebauten 52-Fuß-Segelkreuzer (ca. 16 m) mit 19,43 t Nettotonnage. Aufgrund ihrer Größe war die einzige Möglichkeit, sie ihrem neuen Eigner zuzuführen, ein sogenannter „Verholtörn“, in diesem Fall also eine Segelreise über mehrere Ozeane über rund 13.000 sm (ca. 24.100 km). Der Versuch, eine entsprechend ausgebildete Mannschaft anzuheuern, gestaltete sich offensichtlich schwierig; erst am 19. Mai 1884 verließ das Schiff mit der nachfolgenden Besatzung Southampton: Kapitän Tom Dudley sowie seine Mannschaft bestehend aus Edwin Stephens, Edmund Brooks und dem Kabinenjungen Richard Parker. Parker war 17 Jahre alt und ein unerfahrener Seemann.
Am 5. Juli geriet die Yacht circa 1.400 km (ca. 800 sm) nordwestlich des Kap der guten Hoffnung in eine Starkwindzone. In dieser Situation gab Dudley den Befehl beizudrehen, sodass die Mannschaft in der Nacht schlafen konnte. Mit Beendigung des Manövers wurde Parker unter Deck geschickt, um Tee zu machen. In diesem Moment riss eine Welle das gesamte in Lee liegende Schanzkleid weg. Dudley stellte sofort fest, dass das Schiff damit dem Untergang geweiht war und befahl, das einzige an Bord befindliche Rettungsboot zu Wasser zu lassen. Das rund 4 m lange Rettungsboot war sehr leicht gebaut, die Planken von 16 mm schlugen in der Eile des Einsatzes Leck. Die Mignonette  versank innerhalb von fünf Minuten nach der Havarie. Die Mannschaft konnte sich in das Boot retten, wobei es ihr allerdings nur gelang, nautische Instrumente und zwei Dosen Rüben mitzunehmen. Süßwasser war nicht vorhanden.

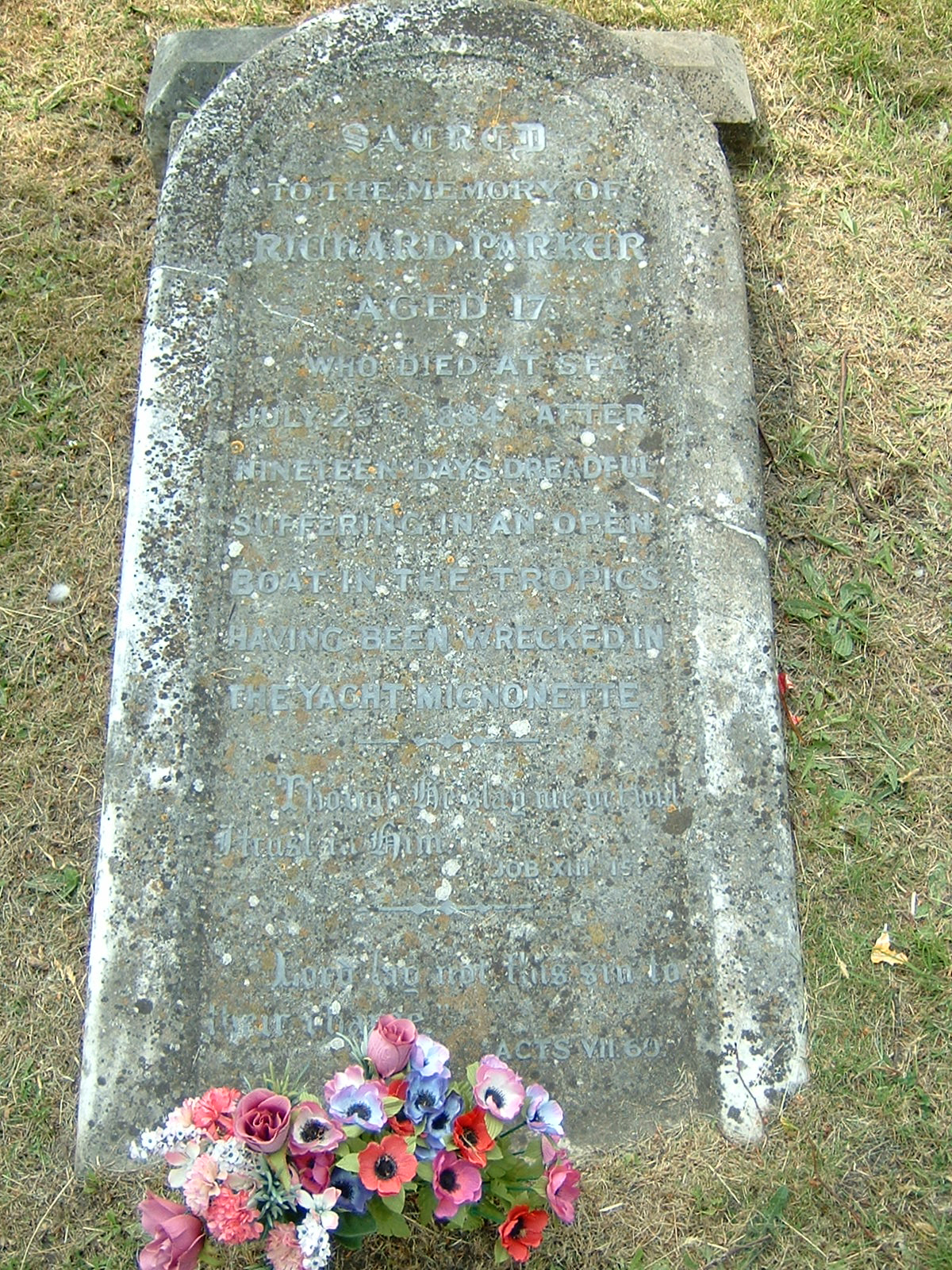
Richard Parkers Grabstein

Dudley konnte einen Treibanker improvisieren, der dem Boot in den Wellen Stabilität gab. Parallel zu dieser Arbeit musste die Mannschaft einen Hai mit ihren Rudern abwehren. Dudley öffnete die erste Dose Rüben am 7. Juli, die fünf Stücke wurden so unter den Männern geteilt, dass sie zwei Tage hielten. Etwa am 9. Juli entdeckte Brooks eine Schildkröte, die Stephens an Bord zog. In der gesamten Zeit vermied die Mannschaft strikt den Konsum von Meerwasser, da damals allgemein angenommen wurde, dass dieser tödlich sei. Obwohl sie die Schildkröte verzehrten, verzichteten sie darauf, ihr Blut zu trinken, weil die Angst bestand, dass es mit Seewasser verschmutzt sein könne. Die Schildkröte bot jeder der Personen etwa drei Pfund Fleisch. Diese Nahrung reichte zusammen mit den ebenfalls verzehrten Knochen und der zweiten Dose Rüben bis zum 15. oder 17. Juli. Da es den Schiffbrüchigen nicht gelang, Regenwasser einzufangen, begannen sie am 13. Juli ihren eigenen Urin zu trinken. Vermutlich am 20. Juli wurde Parker durch Seewasserkonsum krank. Stephens war ebenfalls unwohl, möglicherweise nachdem er ebenfalls mit Seewasser experimentiert hatte.
Wahrscheinlich wurde erstmals am 16. oder 17. Juli darüber gesprochen, ob man Lose ziehen solle, um eine Person zu bestimmen, die sterben müsse, um den übrigen als Nahrung zu dienen. Die Debatte scheint sich dann am 21. Juli intensiviert zu haben, ohne dass allerdings ein Beschluss getroffen wurde.
Am 23. oder 24. Juli, Parker war zu diesem Zeitpunkt vermutlich schon bewusstlos, äußerte Dudley gegenüber den anderen, dass es besser sei, dass nur einer von ihnen stürbe und so die anderen überleben könnten. Er schlug vor, dass sie Lose ziehen sollten. Brooks lehnte ab. In der folgenden Nacht sprach Dudley die Angelegenheit erneut bei Stephens an. In diesem Gespräch wies er darauf hin, dass er und Stephens Ehefrauen und Familien hätten und auch, dass Parker wahrscheinlich sterben werde. Sie kamen überein, die Angelegenheit bis zum Morgen ruhen zu lassen. Am folgenden Tag, weiterhin ohne Aussicht auf Rettung, signalisierten Dudley und Stephens sich, dass Parker getötet werden sollte. Hierbei gingen die Täter davon aus, dass Parkers Blut genießbarer sei, wenn dieser nicht eines natürlichen Todes stürbe, sondern getötet werde. Brooks, der nicht an der früheren Diskussion beteiligt gewesen war, gab später an, weder Zustimmung noch Protest signalisiert zu haben. Dudley hingegen bestand immer darauf, dass Brooks zugestimmt habe. Nach der Entscheidung sprach Dudley ein Gebet und stach mit seinem Taschenmesser in Parkers Halsvene, was diesen tötete. Stephens stand bereit, die Beine des Jungen zu fixieren, falls dieser sich wehren sollte.
In einigen späteren Berichten über den Vorgang der Tötung wird kolportiert, dass Parker: „Was, ich?“ gemurmelt haben soll, als er ermordet wurde. Die drei verbliebenen Schiffbrüchigen ernährten sich von Parkers Körper, wobei Dudley und Brooks am meisten konsumierten, Stephens dagegen sehr wenig. Zu dieser Zeit gelang es der restlichen Mannschaft schließlich, etwas Regenwasser einzufangen. Dudley beschrieb die Szene später:

“I can assure you I shall never forget the sight of my two unfortunate companions over that ghastly meal we all was like mad wolfs who should get the most and for men fathers of children to commit such a deed we could not have our right reason.”

„Ich kann ihnen versichern, dass ich den Anblick meiner zwei unglückseligen Begleiter über diesem grauenvollen Essen nie vergessen werde. Wir alle waren wie verrückte Wölfe, die sich um das Meiste stritten. Als menschliche Väter von Kindern hätten wir keine Rechtfertigung gefunden, um solch eine Tat zu begehen.“

## Rettung und Anklage

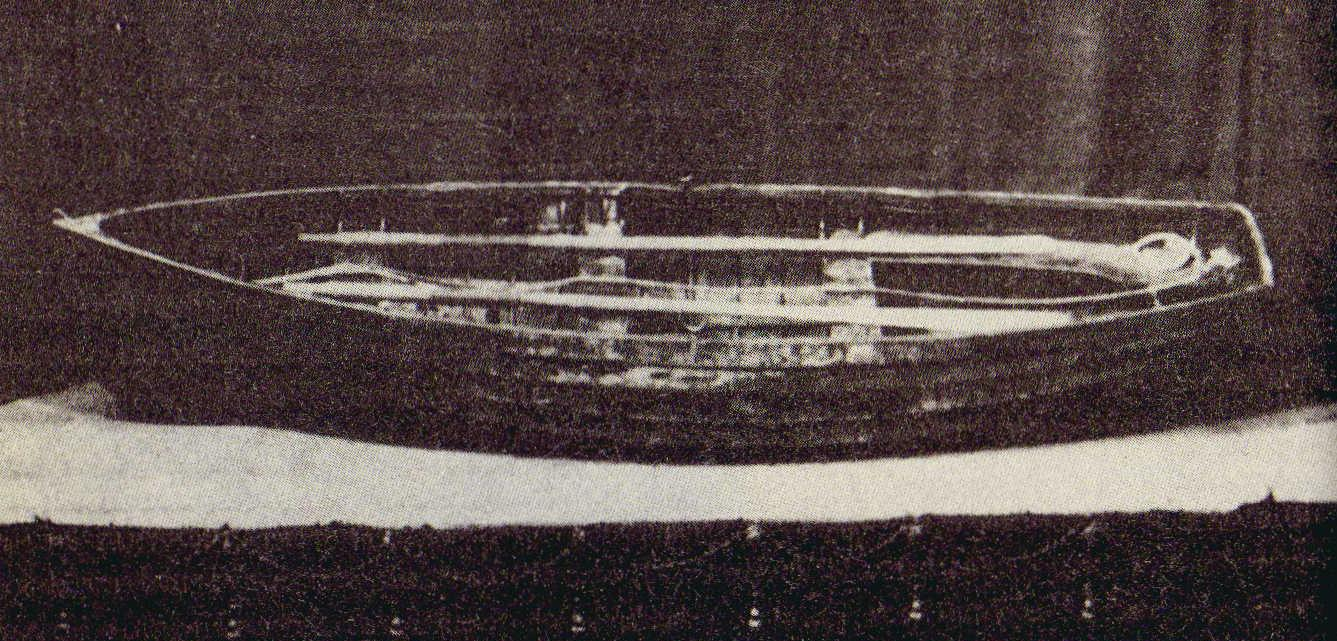
Photographie des Rettungsbootes, 1884 in Falmouth ausgestellt

Am 29. Juli sichteten die Überlebenden die Segel der deutschen Bark Montezuma, die sich auf ihrer Rückreise nach Hamburg befand. Dudley, Stephens und Brooks wurden an Bord genommen und man setzte sie am Samstag, 6. September in Falmouth (Cornwall) ab, da dieser Hafen auf der Route lag. Die Überlebenden suchten umgehend das örtliche Zollhaus auf, wo Dudley und Stephens die gesetzlich vorgeschriebenen Angaben nach den „Merchant Shipping Acts“ machten, die im Fall eines Schiffsverlustes erforderlich waren. Alle drei waren in ihrer Aussagebereitschaft offen, da sich Dudley und Stephens durch die „Gebräuche der See“ geschützt glaubten. Der sich in der Nähe befindliche Zollbeamte und Sergeant der Hafenpolizei James Laverty befragte in der Folge Dudley über die Gegenstände, mit denen er Parker getötet habe. Hierbei nahm er das Tatmesser in Verwahrung, wobei er versprach, dieses zurückzugeben. Die so erlangten Erkenntnisse wurden telegraphisch sowohl an das Handelsministerium als auch an das schifffahrtliche Zentralregister in der Bassinghall Street in London gesendet. Während die Schiffbrüchigen versuchten, zu ihren Familien zurückzukehren, riet „Bassinghall Street“ dazu, die Männer in Falmouth festzusetzen. Das Handelsministerium riet dagegen, keine Maßnahmen zu ergreifen, versuchte jedoch das am Wochenende geschlossene Innenministerium zu informieren. Der Beamte Laverty selbst hingegen ersuchte um Haftbefehle gegen die Männer aufgrund Mordes auf hoher See. Diese erhielt er noch am selben Tag von dem Bürgermeister von Falmouth, Henry Liddicoat.
Die drei Männer wurden hierauf festgenommen und zunächst in der städtischen Polizeistation inhaftiert, um dann Montag, dem 8. September, dem Richter vorgeführt zu werden. Dudley soll hierbei zuversichtlich gewesen sein, dass das Gericht die Anklage fallen lassen werde. Auch erschien Bürgermeister Liddicoat vor Ort, um sich bei den Inhaftierten für ihre Unannehmlichkeiten zu entschuldigen. Tatsächlich waren jedoch alle Amtsrichter der britischen Krone kurz vor diesem Fall angewiesen worden, in allen Tötungsfällen den Rat des Treasury Solicitors, des Vorsitzenden des Schatzamtes, welches auch umfassende Rechtsberatung zu seinen Aufgaben zählt, einzuholen. Aus diesem Grunde soll Laverty durch den beisitzenden Schreiber aufgefordert worden sein, die Männer zunächst in Untersuchungshaft zu nehmen, sodass die Sitzung bis zum Eintreffen der Anweisungen vertagt werden könne. Der ebenfalls anwesende örtliche Rechtsanwalt Harry Tilly setzte sich hingegen für die Männer ein und verlangte, diese zu entlassen. Nachdem jedoch das Gericht, inklusive Liddicoat, beraten hatte, blieben die Männer inhaftiert.
Am folgenden Mittwoch erhielt Innenminister Sir William Harcourt erstmals Kenntnis von dem Vorgang. Harcourt beriet sich noch am selben Tag mit dem Generalstaatsanwalt Sir Henry James und dem Generalanwalt für England und Wales Sir Farrer Herschell. Harcourt traf hiernach die Entscheidung, den Fall verfolgen zu lassen. Hierbei soll der Fall James Archer aus dem Jahr 1874 eine Rolle gespielt haben, bei dem es aufgrund Zuständigkeitsstreitereien nicht zu einer Verhandlung gekommen war und somit die Chance auf juristische Aufarbeitung vertan wurde.
Die Öffentlichkeit stand nach dem Auftritt der Beschuldigten vor dem Magistrat am 11. September voll hinter diesen. Besonderen Eindruck hatte wohl auch das Erscheinen von Parkers Bruder Daniel gemacht, der, ebenfalls Seemann, die Hände der Drei schüttelte. Der Fall selbst wurde auf den 18. September vertagt, allerdings konnte Rechtsanwalt Tilly eine Entlassung auf Kaution erreichen, nachdem durch das Innenministerium angedeutet wurde, dass ein solches Vorgehen angemessen sei. Hierauf kehrten die drei Männer zunächst an ihre Wohnorte zurück.
In der Zwischenzeit begann der Fall weltweit bekannt zu werden. Es wurde schnell deutlich, dass die gesamte Öffentlichkeit auf Seiten der Beschuldigten stand. Harcourt selbst zeigte sich empört über diese Stimmung und die Absicht, an der Auffassung der „Gebräuche der See“ festzuhalten.
Der Anwalt William Otto Adolph Julius Danckwerts erhielt den Auftrag der Staatsanwaltschaft, die Anklage auszuarbeiten. Obwohl er erst seit sechs Jahren als Anwalt zugelassen war, wurde er unter anderem deshalb ausgewählt, weil er bereits erhebliche Erfahrungen mit Ermittlungen im Bereich des Schiffbruches vorweisen konnte. Während der Ausarbeitung erkannte er früh, dass sowohl die Öffentliche Meinung als auch die Beweisarmut erhebliche Schwierigkeiten darstellten. Die einzigen Zeugen waren die Beschuldigten selbst, die damit das Aussageverweigerungsrecht hatten. Zusätzlich war ein Geständnis nur gegen die Person verwendbar, die dieses abgelegt hatte, nicht jedoch gegen die Mitangeklagten. Weiter wird angenommen, dass die Aussagen der Angeklagten selbst auch nicht ausreichten, um einen Schuldspruch zu erwirken.
In einer Vorverhandlung am 18. September erklärte Danckwerts, dass er beabsichtige, dem Beschuldigten Brooks anzubieten, auf „Nicht schuldig“ zu plädieren. Die Absicht hierbei bestand darin, dass Brooks dann im Verfahren gegen Dudley und Stephens als Zeuge aufgerufen werden konnte, da sein eigener Fall abgeschlossen war. Das Gericht war mit diesem Vorgehen einverstanden. Nach Abschluss des Verfahrens gegen Brooks erhob Danckwerts Anklage gegen die beiden verbliebenen Beschuldigten und benannte als Zeugen diejenigen, die die Darstellungen der Beschuldigten gehört hatten sowie Brooks selbst. Das Gericht ließ das Verfahren zu. Es sollte im folgenden Winter am Schwurgericht für Cornwall und Devon in Exeter stattfinden.

## Gerichtsverfahren

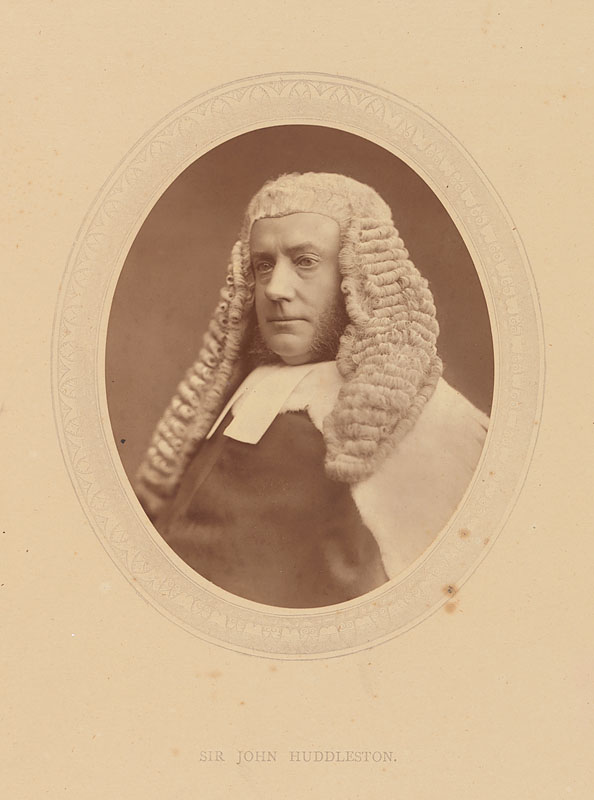
Baron Huddleston

Das Verfahren wurde am 3. November in Exeter unter Leitung des Richters John Walter Huddleston eröffnet. Ursprünglich war hierfür Sir William Robert Grove vorgesehen, der Grund für den Wechsel ist nicht bekannt. Es existieren allerdings Vermutungen, dass Grove ersetzt wurde, weil man sicher sein wollte, dass der Richter eine Jury entsprechend anleiten könne. Huddleston war hierfür bekannt. Als Staatsanwalt fungierte Kronanwalt (QC) Arthur Charles, Kronanwalt Arthur J. H. Collins vertrat die Verteidigung. Dieser wurde aus einer Stiftung bezahlt, die durch eine öffentliche Sammlung zustande kam. Richter Huddleston war sich offensichtlich der Stimmung in der örtlichen Jury bewusst, möglicherweise kam hierzu noch die Kenntnis über den Fall der Euxine sowie das Versagen der Justiz im Falle James Archer. Er war überzeugt, dass dieser Fall nicht scheitern dürfe und die Frage der Anwendbarkeit des „Notstandes“ unbedingt geklärt werden müsse. Hierauf wurde die Jury berufen und vereidigt. Die Männer waren bereits miteinander bekannt, so hatte diese Jury bereits am Vortage in einem Verfahren unter Huddleston im Falle eines Mordes auf die Todesstrafe entschieden.
Dudley und Stephens plädierten auf „nicht schuldig“. In der Anklage wurden zunächst die gesetzlichen Hintergründe erläutert sowie erklärt, dass kein Notstand vorgelegen habe. Besonders lehnte Charles auch eine Verteidigung mit dem Einwand einer Schuldunfähigkeit aufgrund Schwachsinns o. Ä. ab. Hierzu führte er die Aussagen der Beschuldigten an, die sie unter Eid geleistet hatten. Zusätzlich verwies er auf das Gebet Dudleys. Charles unterschlug allerdings auch nicht die verzweifelten Gesamtumstände, in denen sich die Männer befanden, und appellierte ein letztes Mal um Gnade. Hierauf folgte eine Diskussion zwischen Huddleston und der Verteidigung, wobei deutlich wurde, dass sich Richter Huddleston hinsichtlich der zu beachtenden Rechtsvorschriften bereits entschieden hatte und keinen Vortrag der Verteidigung mehr wünschte. Offensichtlich hatte Huddleston bereits geplant, wie er einen Schuldspruch gewährleisten und die Verteidigung auf Basis des Notstandes ein für alle Mal beenden könne. Sein Plan war, die Jury lediglich zu einem sogenannten „special verdict“ (spezielles Urteil) zu bewegen. Bei diesem rechtlichen Konstrukt bewertet die Jury lediglich die vorliegenden Fakten, überlässt die Entscheidung über Schuld und Strafmaß allerdings dem Richter. Die Entscheidung darüber, ob die Jury lediglich diese eingeschränkte Aufgabe wahrnimmt, obliegt ihr selbst. In den Zeiten vor 1785 war ein solches Vorgehen deutlich häufiger, seit diesem Jahr hatte es sich allerdings keine Jury mehr nehmen lassen, ihre gesamten Rechte wahrzunehmen. Huddleston plante weiterhin, die Frage über Tatbestandserfüllung und Schuld durch ein Richtergremium entscheiden zu lassen, um ihr die entsprechende Autorität zukommen zu lassen. Weiterhin sah er vor, die Verhandlung nach Bekanntgabe des Special Verdicts zu unterbrechen, um zusammen mit seinen Richterkollegen einen Schuldspruch zu formulieren.
Der Staatsanwalt legte die verschiedenen Darstellungen und eidesstattlichen Aussagen der Angeklagten vor. Weiterhin legte er dar, dass die Mignonette in Großbritannien registriert war, wodurch die Zuständigkeit des Gerichtes gemäß s.267 des „Merchant Shipping Act“ von 1854 (Handelsschifffahrtsgesetz) gegeben war. Staatsanwalt Charles rief dann Aussagen derjenigen Zeugen ab, die nach der Ankunft der Angeklagten in Falmouth mit diesen gesprochen hatten. Brooks gab hiernach an, wie sich Dudley und Stephens ohne sein besonderes Zutun betragen hatten. In dem darauf folgenden Kreuzverhör stellte Collins diese Aussagen nicht in Frage. Er ließ Brooks aber die entsetzlichen Gesamtumstände, seinen eigenen Kannibalismus, die Überzeugung, dass Parker sowieso gestorben wäre, und den unausweichlichen Tod aller Beteiligten, wenn sie Parker nicht gegessen hätten, bestätigen.
Die Verteidigung wies die Jury in ihrem Schlussplädoyer ausführlich auf den „Notstand“ hin, Huddleston präsentierte der Jury hierauf allerdings eine enge Auswahl: Entweder folgte diese seiner Auffassung, dass die Männer schuldig seien oder sie sprach lediglich ein „Special Verdict“. Ohne die Entscheidung abzuwarten, präsentierte Huddleston daraufhin ein vorgefasstes „Special Verdict“, welches er in der Nacht zuvor niedergeschrieben hatte. Er bat die Jury dann nach Vorlesen von jeweils einem Abschnitt um Bestätigung. Schweigen sei hierbei ausreichend. Zum Ende dieser Prozedur versuchte die Jury einige zusätzliche Fakten aufzunehmen, Huddleston beschied sie jedoch, möglicherweise nicht wahrheitsgemäß, dass ihre Feststellungen sich in der präsentierten Schrift wiederfänden. Die letzten Worte des Spruches lauteten „Ob allerdings die Gefangenen des Mordes schuldig waren und sind, ist die Jury unwissend und verweist [die Entscheidung] an das Gericht.“ Huddleston ließ daraufhin die Kaution wieder aufleben und vertagte die Sitzung in seine Räume in den Royal Courts of Justice in London auf den 25. November.
Zwischen Verhandlung und Erstellung der Kopie des „Special Verdicts“ für London stellte Huddleston fest, dass ihm ein fataler Fehler unterlaufen war. Im ersten Entwurf hatte er die Mignonette als „englisches Handelsschiff“ bezeichnet, diesen Ausdruck aber später in das einfache Wort „Yacht“ geändert. Weiterhin hatte er das Rettungsboot der Mignonette lediglich als „ein offenes Boot“ bezeichnet und nicht den Zusammenhang zu dem Mutterschiff hergestellt. Durch diese Änderungen war nicht mehr ersichtlich, wo die örtliche Zuständigkeit der Rechtsprechung lag. Huddlestons Lösung bestand darin, diese Eintragungen im Verdikt zu ändern.
Am 25. November tagte die Schwurgerichtskammer für Devon und Cornwall im 2. Gericht der „Royal Courts of Justice“ in London. Generalstaatsanwalt Sir Henry James trat als Ankläger auf und verwies sofort auf ein Problem. Dem Divisional Court der Queen’s Bench Division stand zwar Entscheidungsgewalt zu, wenn ein Fall durch ein niederes Gericht abgegeben wurde. Die Statuten sahen dieses aber erst nach einem Schuldspruch vor, und einen solchen hatte es nicht gegeben. James schlug vor, den Fall in Eigenschaft des Schwurgerichtes für Devon und Cornwall weiter zu verhandeln, allerdings der Kammer alle Richter des High Court beizuordnen. Dies war möglich, da die Richter bevollmächtigt waren, Schwurgerichtsverhandlungen zu begleiten. Huddleston drückte infolge dieser Entscheidung seine Zweifel aus, dass Richter einer Kammer nachträglich zugeordnet werden könnten, wenn die Verhandlung bereits begonnen habe. Zu diesem Zeitpunkt wurde die Verteidigung in Form von Collins misstrauisch hinsichtlich der Verfälschungen, die Huddleston am Verdikt vorgenommen hatte, und verlangt Einsicht in die Stenografie-Notizen der ersten Verhandlung. Aufgrund dieser Hindernisse wurde die weitere Verhandlung auf den 4. Dezember vertagt. Die Beschuldigten wurden für diesen Tag nach London geladen.
Bei einer weiteren Anhörung am 2. Dezember widerrief Generalstaatsanwalt James seinen Vorschlag hinsichtlich des zusammengesetzten Gerichts und befürwortete jetzt die Verhandlung vor dem „Queen’s Bench Divisional Court“. Hierfür würden auch nur zwei oder drei Richter benötigt, während bei der ersten Variante bis zu fünf erlaubt gewesen wären. Collins scheint diese Entscheidung nicht in Frage gestellt zu haben. Möglicherweise gab es bereits eine Verständigung zwischen Verteidigung und Anklage, gegebenenfalls sogar ein Gnadenversprechen.

## Verfahren vor der Queen’s Bench Division

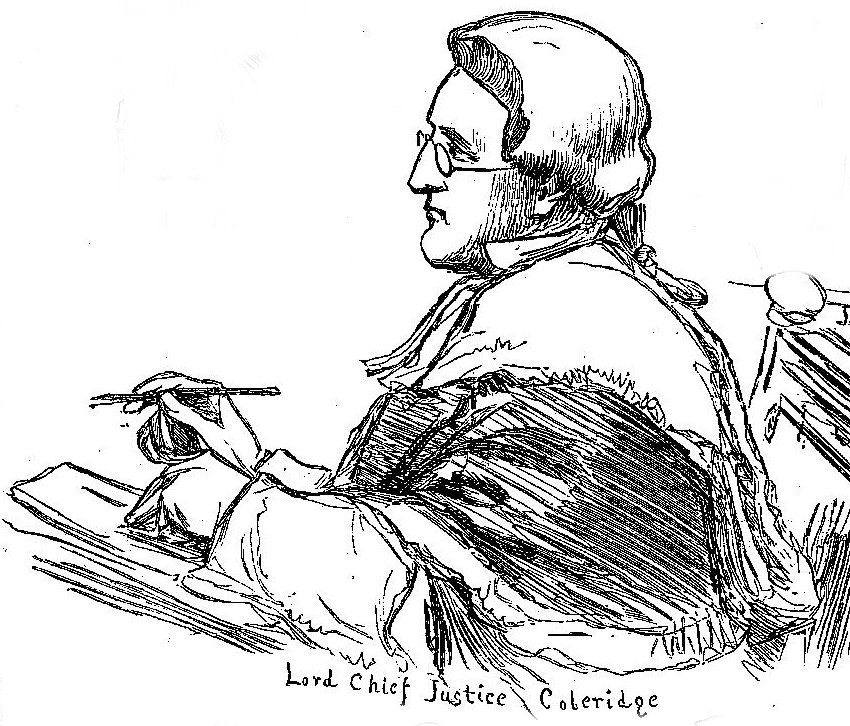
Lord Coleridge

Am 4. Dezember tagte die „Queen’s Bench Division“ unter Leitung von Lord Chief Justice Lord Coleridge. Sir James vertrat die Staatsanwaltschaft, ihm beigeordnet waren Charles und Danckwerts. Zu Beginn der Sitzung wurde der Report der Verhandlung in Exeter vollständig vorgetragen. Dies erlaubte dem Verteidiger Collins, darauf hinzuweisen, dass der „Special Verdict“ verändert worden war. Nach Beratung einigte sich das Gericht darauf, dass dieser auf die Version zurückgeändert wurde, die der Jury in Exeter vorgelegen hatte. Der nun folgende Versuch Collins', die örtliche Zuständigkeit des Gerichtes in Frage zu stellen, scheiterte allerdings. Collins führte weiter aus, dass das jetzt tagende Gericht weiterhin nicht befugt sei ein Urteil zu fällen, da es in Exeter kein vollständiges Urteil durch die Jury gegeben habe und die jetzige Verhandlung nicht mit den geltenden Verfahrensregeln übereinstimme. Dies führte zu Beunruhigung bei der Richterschaft, wurde dann allerdings als nicht relevante Formvorschrift abgewiesen.
Sir James führte daraufhin aus, dass es kein geltendes Gewohnheitsrecht gebe, welches den Notstand zur Rechtfertigung eines Mordes zulasse. Der sogenannte „Saint-Christopher-Fall“ wurde als Präzedenzfall abgewiesen, weil es keine den notwendigen Formen entsprechenden Niederschriften gab. Bevor Collins nun seine Ausführungen begann, wies Lord Coleridge ihn darauf hin, dass er diese auf den Tatbestand des Mordes beschränken solle. Hiermit wies er schon vor dem Plädoyer die durchaus plausible Alternative zurück, dass die Notstandssituation – durch Nutzung der im anglikanischen Rechtssystems so genannten Provokation – teilweise das Verhalten entschuldige und die Tat so lediglich als Totschlag bewertet werden würde. Collins reagierte hierauf, indem er aus dem Fall „United States v. Holmes“ zitierte. Weiterhin legte er diverse rechtstheoretische und ethische Argumente vor, um den Notstand als Verteidigung nutzen zu können. Hiernach zog sich das Gericht kurz zurück, um dann durch Lord Coleridge zu erklären: „Wir sind alle der Meinung, dass das Urteil bestätigt werden sollte, allerdings werden wir unsere Begründung schriftlich darlegen und zum kommenden Samstag ausführen.“ Dudley and Stephens wurden von Coleridge bis zur Urteilsverkündung am 9. Dezember in das Holloway Prison eingewiesen.
In ihrem Urteil stellten die Richter fest, dass es kein Gewohnheitsrecht gebe, durch das ein Notstand zur Verteidigung eines Mordes herangezogen werden könne. Dies sei weder auf Grundlage von Präzedenzfällen noch auf der von Ethik und Moral möglich.

“To preserve one’s life is generally speaking a duty, but it may be the plainest and the highest duty to sacrifice it. War is full of instances in which it is a man’s duty not to live, but to die. The duty, in case of shipwreck, of a captain to his crew, of the crew to the passengers, of soldiers to women and children, as in the noble case of the Birkenhead; these duties impose on men the moral necessity, not of the preservation, but of the sacrifice of their lives for others, from which in no country, least of all, it is to be hoped, in England, will men ever shrink, as indeed, they have not shrunk.”

„Allgemein gesagt ist es eine Pflicht, sein Leben zu erhalten, aber es kann die klareste und höchste Pflicht sein, es zu opfern. Der Krieg ist voller Beispiele, in denen es nicht die Pflicht der Männer ist zu leben, sondern zu sterben. Die Pflicht, im Falle eines Schiffsbruches die des Kapitäns gegenüber seiner Mannschaft, die der Mannschaft gegenüber den Passagieren, die der Soldaten gegenüber Frauen und Kindern, so wie im edlen Falle der Birkenhead; Diese Pflichten zwingen die Menschen in einen moralischen Notstand, aber nicht den der Erhaltung, sondern der Aufopferung des eigenen Lebens für andere, vor dem in keinem Land, es ist zu hoffen zuallerletzt in England, ein Mensch je zurückweicht, wie auch nicht zurückwich.“

“It would be a very easy and cheap display of commonplace learning to quote from Greek and Latin authors, from Horace, from Juvenal, from Cicero, from Euripides, passage after passage, in which the duty of dying for others has been laid down in glowing and emphatic language as resulting from the principles of heathen ethics; it is enough in a Christian country to remind ourselves of the Great Example Jesus Christ whom we profess to follow.”

„Es wäre eine sehr einfache und billige Darstellung von gelernten Allgemeinplätzen, die griechischen und lateinischen Autoren zu zitieren, Horaz, Juvenal, Cicero, Euripides, in denen Passage für Passage die aus den Prinzipien der heidnischen Ethik dargestellte Pflicht für andere zu sterben in glühender und mitfühlender Sprache beschrieben wird; es reicht aus, uns in einem christlichen Land an das große Vorbild Jesus Christus zu erinnern, dem wir zu folgen bekennen.“

Weiterhin hinterfragten die Richter, wer im Falle einer prinzipiellen Legitimation qualifiziert sein sollte, darüber zu entscheiden, wer leben und wer sterben solle. Außerdem könne eine solche Legitimation ein „legales Deckmäntelchen für ungezügelte Leidenschaften und grauenhafte Verbrechen“ sein.

“It must not be supposed that in refusing to admit temptation to be an excuse for crime it is forgotten how terrible the temptation was; how awful the suffering; how hard in such trials to keep the judgment straight and the conduct pure. We are often compelled to set up standards we cannot reach ourselves, and to lay down rules which we could not ourselves satisfy. But a man has no right to declare temptation to be an excuse, though he might himself have yielded to it, nor allow compassion for the criminal to change or weaken in any manner the legal definition of the crime.”

„Man darf nicht annehmen, dass bei der Ablehnung, die Versuchung könne eine Entschuldigung für Verbrechen sein, vergessen wurde, wie schrecklich die Versuchung war, wie grausam das Leiden; wie schwer es in solchen Verfahren ist, das Urteil gradlinig und das Handeln rein zu halten. Wir werden oft gezwungen, Standards zu setzen, die wir selbst nicht erreichen können, und Regeln niederzulegen, die wir nie einhalten könnten. Allerdings hat ein Mann kein Recht, die Versuchung als Entschuldigung anzuführen, auch wenn er selbst darin versinken könnte, auch darf das Mitgefühl für den Beschuldigten nicht dazu führen, in irgendeiner Art und Weise die legale Definition der Tat zu ändern oder aufzuweichen.“

Dudley und Stephens wurden zu der für Mord gesetzlich vorgesehenen Todesstrafe verurteilt, ihre Begnadigung jedoch empfohlen.

## Urteil

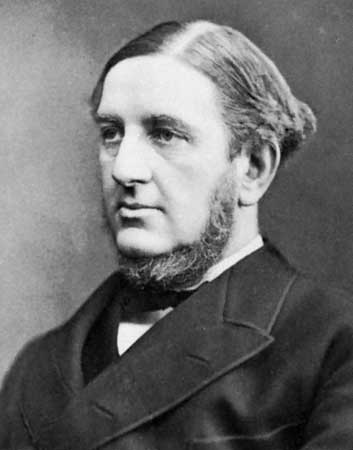
Sir William Harcourt

Nach Beendigung des Verfahrens blieb Collins immer noch die Möglichkeit einer Berufung aufgrund der justiziell anzweifelbaren Zuständigkeit des Gerichtes hinsichtlich Standort und Zusammensetzung. Ihm war allerdings bewusst, dass ein Urteil in einem solch wichtigen Fall bereits vorentschieden war und Dudley und Stephens einer unmittelbaren Freilassung entgegen sahen. Bis zum 11. Dezember gab es hierzu keine Anzeichen und es schien, dass sich inzwischen die öffentliche Meinung gegen die Verurteilten wendete. Eine Begnadigung durch Königin Viktoria konnte nur auf Anraten des „Home Secretary“ erfolgen, auch dies blieb offensichtlich aus.
Obwohl Sir Harcourt für die Abschaffung der Todesstrafe war, war er gewissenhaft in seinen Amtspflichten. Er nahm die Entscheidung der Kammer, dass die Männer des Mordes schuldig seien, ernst und befürchtete, dass die Umwandlung des Urteils in irgendetwas anderes als lebenslange Haft das Gesetz verspotten würde. Generalanwalt Henry James befürchtete hingegen, dass eine solche Haft nicht der öffentlichen Meinung standhalten würde. Er bemerkte weiterhin, dass die Kammer es der Jury vorenthalten hatte, auf Totschlag zu entscheiden. Die Jury hätte sonst vermutlich auf Totschlag entschieden. In so einem Fall hätte „kein Richter auf mehr als drei Monate Haft entschieden“. Generalanwalt Sir Herschell stimmte hiermit überein. Am 12. Dezember entschied Harcourt auf ein Strafmaß von sechs Monaten Haft. Dies wurde Dudley und Stephens am nächsten Tage mitgeteilt, was nach so langer Bewachung eine offensichtliche Enttäuschung für die Verurteilten darstellte. Dudley akzeptierte bis zu seinem Tode nicht, dass seine Verurteilung gerecht gewesen sein solle.

## Rezeption
Der Fall ist unter britischen Juristen und ihren Kollegen in vielen der ehemaligen Kolonien bekannt und wird regelmäßig in der Juristenausbildung studiert. Simpson selbst stellt fest, dass zwar viele Mörder der britischen Allgemeinheit namentlich bekannt seien, dieser Fall jedoch in der Öffentlichkeit erstaunlich unbekannt sei. Auch heute wird er bei der Betrachtung ethischer Probleme hinsichtlich der Aufrechnung von Menschenleben genutzt.
Erst 1974 wurde er bekannter, als Arthur Koestler in der „The Sunday Times“ einen Wettbewerb über die „unglaublichsten Zufälle“ ausschrieb, die den Lesern bekannt seien. Der Gewinner reichte ein, dass Edgar Allan Poe in seiner Geschichte Der Bericht des Arthur Gordon Pym bereits 1838, also Jahre vor dem Untergang der Mignonette, einen Schiffbruch beschrieb, bei dem vier Männer auf einem gekenterten Rettungsboot ihr Los darüber werfen, wer als Mahl für die anderen geopfert werden solle. Der Verlierer war die Figur, die den Vorschlag für dieses Verfahren gemacht hatte, der Name der Figur war Richard Parker.
Die Behauptung, dass Richard Parker der Name vieler echter und fiktionaler Schiffbrüchiger sei, einige von ihnen auch angeblich Opfer von Kannibalismus, griff 2001 der Autor Yann Martel in seinem Buch Schiffbruch mit Tiger auf, indem er die Figur des schiffbrüchigen Tigers ebenfalls Richard Parker nannte.
Das französische Lied "Il était un petit navire" handelt von einem jungen Seemann, der auf seiner ersten Seereise sterben muss, um Nahrung für alle anderen zu sein, aber im letzten Augenblick gerettet wird. Ob dieser Fall für das Lied Pate stand, ist nicht bekannt.

## Vergleich zum deutschen Recht
Nach deutschem Recht wären die Täter straflos, da sie im entschuldigenden Notstand handelten (damals § 54, seit 1975 § 35 Strafgesetzbuch).